# Фальшивий заєць

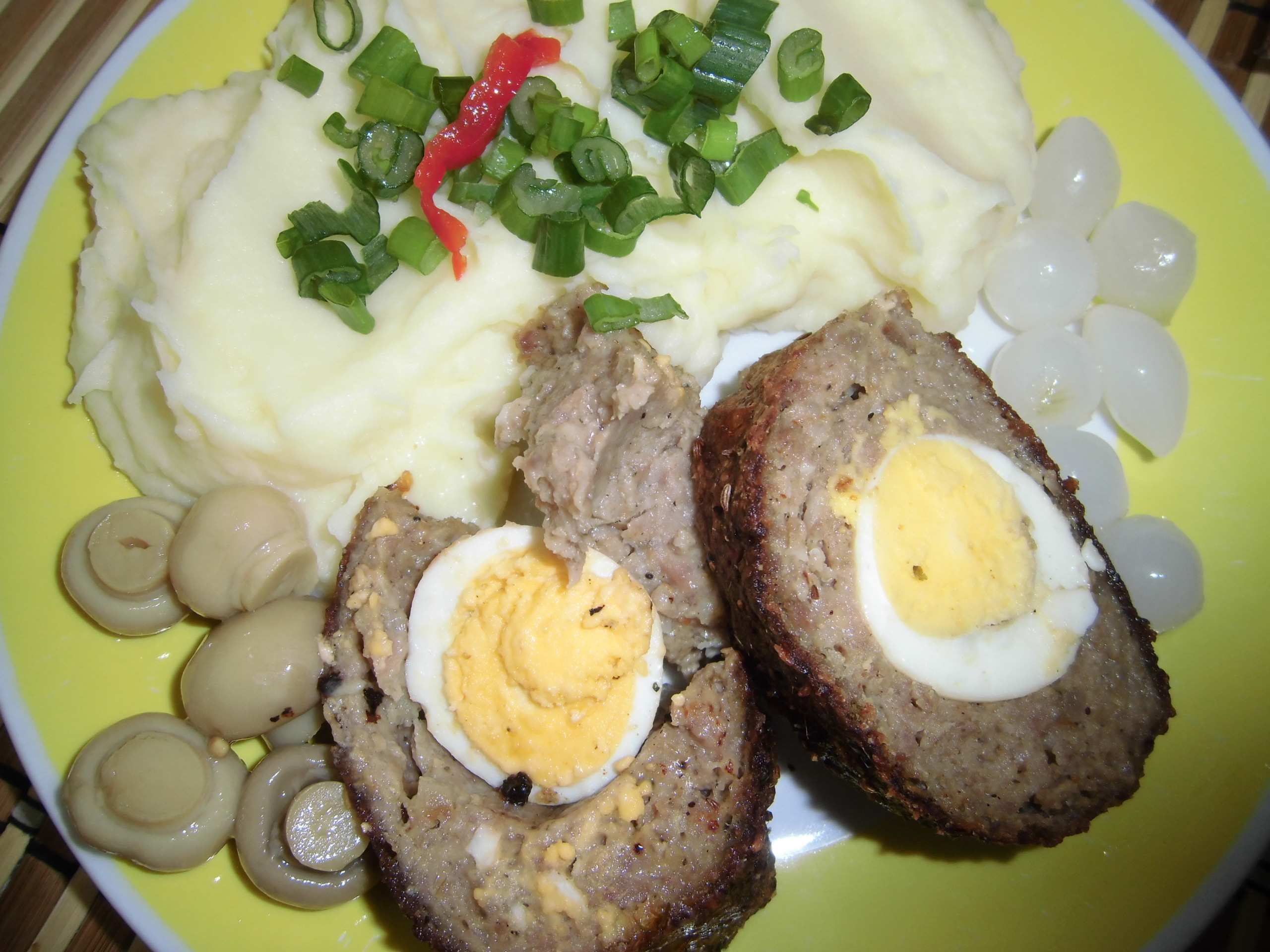
Фальшивий заєць з яйцем, сервірований з картопляним пюре.

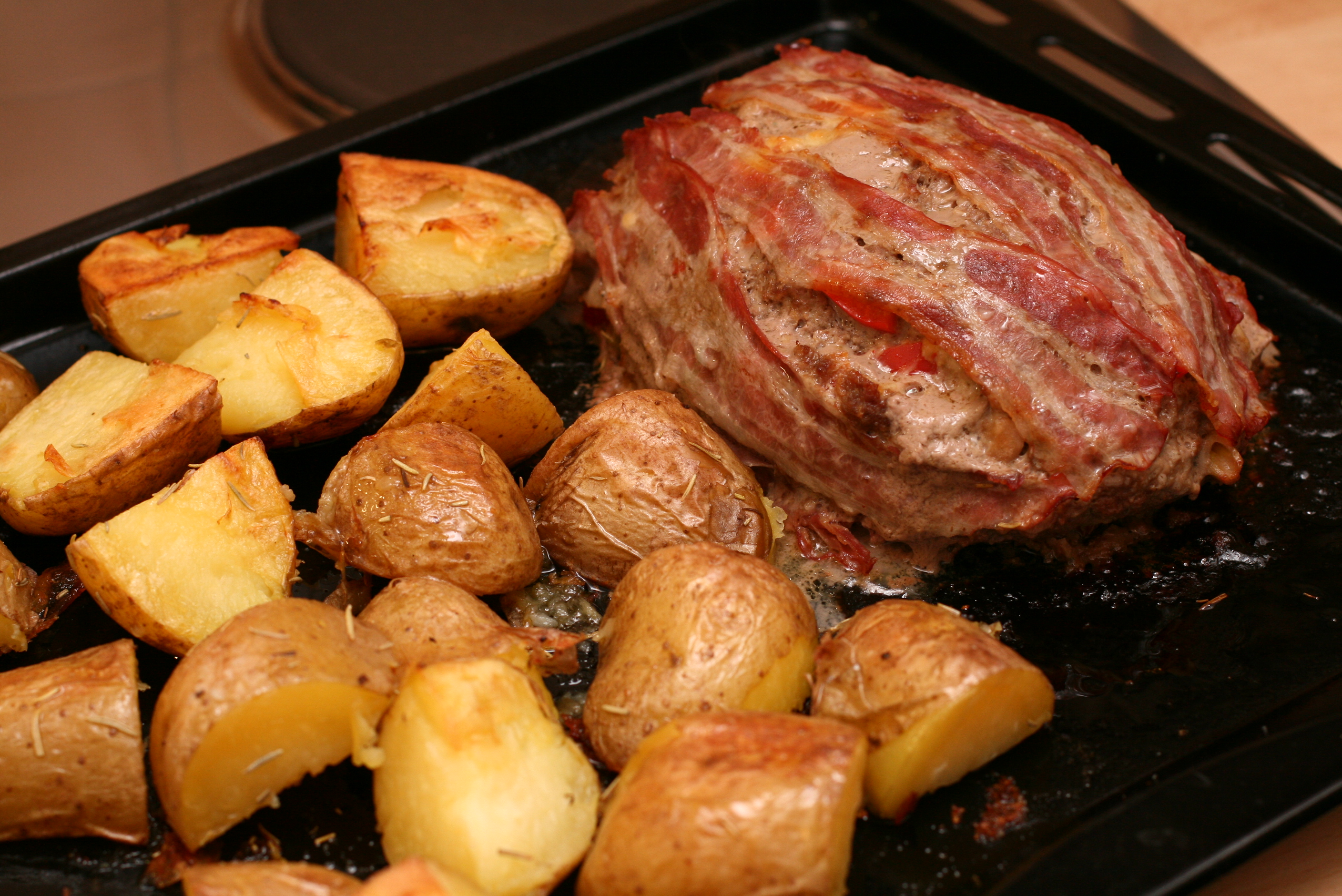
Німецький фальшивий заєць, запечений у беконі, з розмариновою картоплею

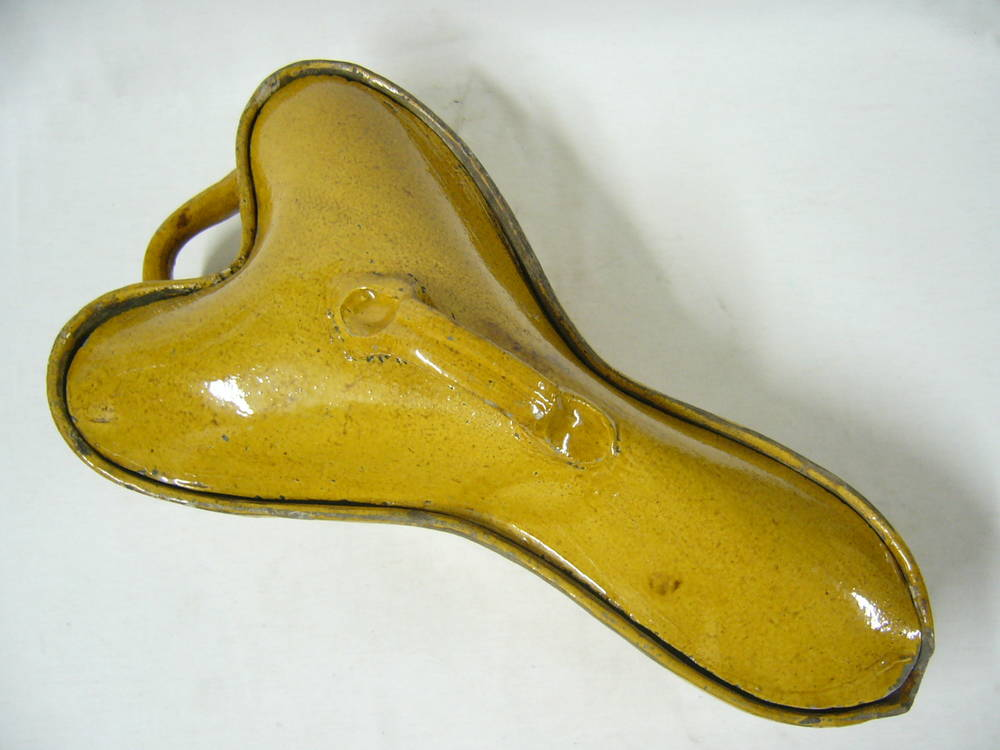
Керамічна жаровня для зайчатини. XIX століття

Фальшивий заєць (нім. falscher Hase) — м'ясний рулет, печеня з рубленого м'яса у вигляді рулету, батону, запіканки або котлет-брусків, що запікається на блюді або жаровні.
Цікаво, що фальшивим зайцем цю страву називають тому, що її готують не із зайця, а з іншого м'яса. Ймовірно, це пов'язано з тим, що раніше не всі могли собі дозволити полювати. Мати дичину на столі було рідкісним явищем. Зустрічається в різних варіантах в багатьох європейських кухнях. Фальшивого зайця, за однією з версій, у другій половині XVIII століття вигадали представники третього і четвертого станів Східної Європи, які не мали права на відстріл дичини. Німецька назва, задокументована в Німеччині в кулінарних книгах з другої половини XIX століття, веде від спеціальних мідних або керамічних жаровень для зайчатини, що мають форму заячої тушки, в яких запікали й рублену печеню. Страву і досі готують у деяких родинах на Західній Україні на свята.
Фальшивого зайця готують з приправленого сіллю і перцем змішаного свинячого і яловичого фаршу в пропорції 1:1 з додаванням рубленої, сирої або обсмаженої у вершковому маслі цибулі, замоченої білої булки панірувальних сухарів та яйця. Отриману масу для запікання в духовій шафі формують на дечку в батон або поміщають у форму. У деяких рецептах фальшивого зайця нашпиковують беконом або обкладають ним сформований батон. Всередину фальшивого зайця часто закладають круто зварені й очищені від шкаралупи яйця або начиняють його рубаним вареним яйцем з пасерованою цибулею та сухарями. Для утворення хрусткої скоринки перед запіканням фальшивого зайця посипають панірувальними сухарями. Соус для фальшивого зайця готують на м'ясному соку, що виділився з жиром, загущаючи його крохмалем і сметаною.
У Німеччині фальшивого зайця сервірують порізаними скибками як холодну закуску, у гарячому вигляді подають з гарніром — картоплею або макаронними виробами. Його часто готують на Великдень. Німецький шеф-кухар Коля Клеберг пояснює це тим, що в Середньовіччя у Великий четвер у селян наставав термін сплати оброку в зайцях і яйцях. Яйце також є язичницьким символом нескінченності, перенесеним католицькою церквою в історію воскресіння Ісуса Христа.